# Vườn quốc gia Olympic

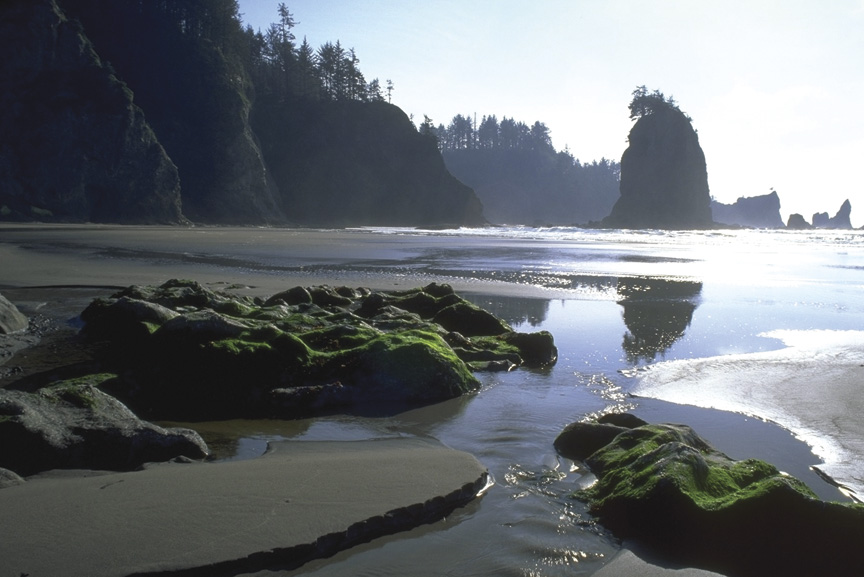
Một bãi biển ở phần bờ biển của vườn quốc gia.

Vườn quốc gia Olympic (tiếng Anh: Olympic National Park) là một vườn quốc gia tọa lạc tại tiểu bang Washington, ở vùng cực tây-bắc của khu vực được gọi là bán đảo Olympic, Hoa Kỳ. Vườn quốc gia này có thể được chia ra 3 vùng cơ bản: Bờ biển Thái Bình Dương, các núi Olympic, và rừng mưa ôn đới. Tổng thống Hoa Kỳ Theodore Roosevelt là người đầu tiên lập Đài tưởng niệm quốc gia Olympic năm 1909 và sau đó, Quốc hội đã quyết định thông qua tư cách vườn quốc gia cho khu vực này. Vườn quốc gia Olympic đã trở thành khu dự trữ sinh quyển thế giới và được công nhận là di sản thế giới năm 1981. Năm 1988, phần lớn bán đảo Olympic được thành lập thành Khu bảo tồn thiên nhiên Olympic.

## Lịch sử tự nhiên
Phần ven biển của vườn quốc gia là một khu vực gồ ghề cùng những bãi cát và một dải rừng liền kề. Vườn quốc gia dài tới 60 dặm (97 km) nhưng chỉ rộng vài dặm, với các cộng đồng bản địa tại các cửa của hai con sông. Đó là người Hoh tại sông Hoh và tại thị trấn La Push ở cửa sông Quileute là người Quileute.
Bãi biển trải dài không bị gián đoạn với các vùng hoang dã khác nhau, mỗi vùng dài từ 10 đến 20 dặm (16 đến 32 km). Trong khi một số bãi biển là khu vực bãi cát, thì tại các vùng hoang dã khác được bao phủ bởi đá lớn. Rừng phát triển quá mức rậm rạp, thủy triều và thời tiết mưa mù sương khiến việc đi bộ tại đây tương đối khó khăn. Các dải ven biển dễ dàng tiếp cận hơn so với khu vực bên trong vườn quốc gia, do địa hình khó khăn, rất ít du khách dám mạo hiểm vượt ra xa khoảng cách của một ngày đi bộ đường dài.
Khu vực phổ biến nhất của du khách khi tới đây là dải ven biển dài 9 dặm (14 km) có tên là Ozette Loop. Dịch vụ tại đây có một chương trình đăng ký và đặt phòng. Từ hồ Ozette, đi bộ đường dài khoảng 3 dặm (4,8 km) theo đường mòn là một con đường nguyên thủy ven biển qua những rừng tuyết tùng và vùng đầm lầy. Đến khu vực ven biển có những con đường mòn cho du khách khi thủy triều lên cao dài 3 km. Đoạn đường thứ ba dài 3 dặm để tạo thành vòng lặp của con đường đi bộ.